# 韋梅省

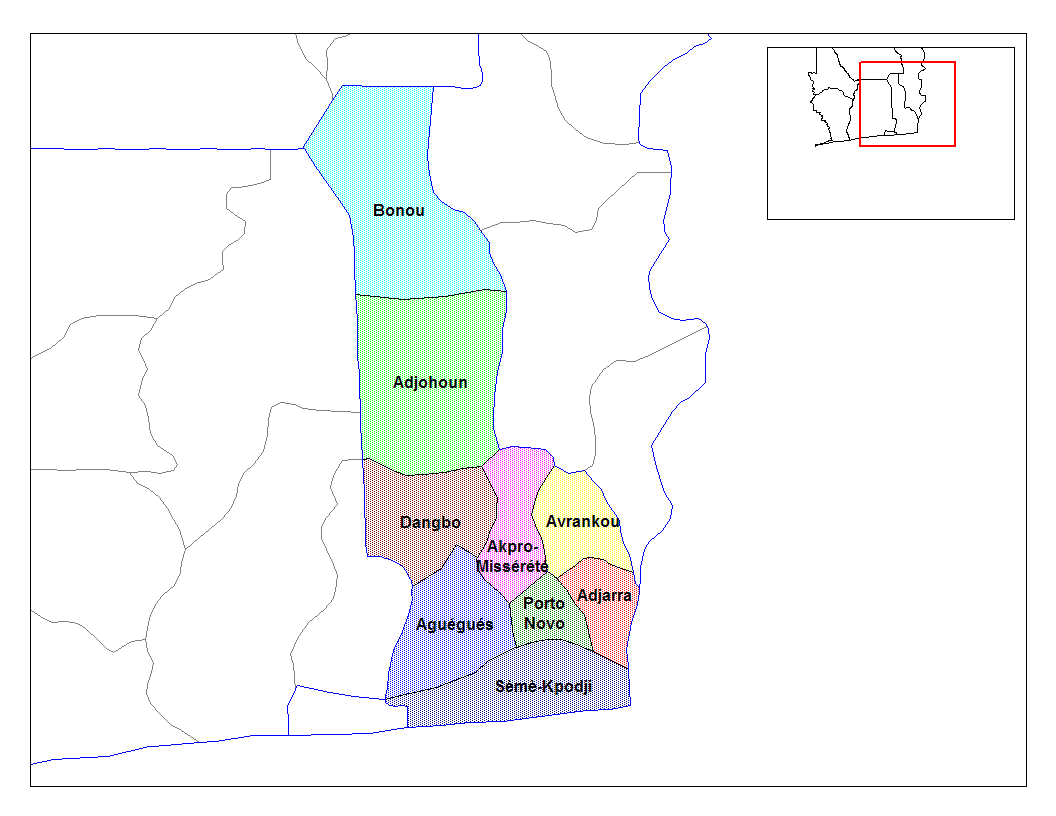
韋梅省的縣份

韋梅省是貝寧的12個省份之一，位於該國東南端，下分9縣，首府波多諾伏，北臨祖省，東面是高原省，南接畿內亞灣，西臨大西洋省和濱海省，面積1,865平方公里，2006年人口788,508。